# Васински, Мартин
Мартин Жан Васински (фр. Martin Jean Wasinski; род. 7 апреля 2004, Льеж, Валлония) — бельгийский футболист, защитник немецкого клуба «Шальке 04».

## Клубная карьера
Мартин выступал за молодёжные команды бельгийских клубов «Варем» и «Шарлеруа». В феврале 2021 года подписал свой первый профессиональный контракт с клубом. 22 августа 2021 года дебютировал в основном составе «Шарлеруа», выйдя в стартовом составе в матче высшего дивизиона бельгийского чемпионата против «Зюлте-Варегем».
21 июня 2024 года немецкий клуб Второй Бундеслиги «Шальке 04» объявил, что на правах свободного агента подписал с Васински бесплатный трансфер до 30 июня 2028 года.

## Карьера в сборной
Выступал за сборные Бельгии до 16, до 18 и до 19 лет.